# PyCharm
PyCharm – zintegrowane środowisko programistyczne (IDE) dla języka programowania Python firmy JetBrains. Zapewnia m.in.: edycję i analizę kodu źródłowego, graficzny debugger, uruchamianie testów jednostkowych, integrację z systemem kontroli wersji. Wspiera także programowanie i tworzenie aplikacji internetowych w Django.
Jest oprogramowaniem wieloplatformowym pracującym na platformach systemowych: Microsoft Windows, GNU/Linux oraz macOS. Wydawany jest w wersji Professional Edition, która jest oprogramowaniem własnościowym oraz w wolnej wersji Community Edition, która pozbawiona jest jednak części funkcjonalności w porównaniu z wersją własnościową.

## Podstawowe funkcje[1]
- Inteligentny edytor kodu z podświetleniem składni dla języka Python oraz szablonów Django, formatowaniem kodu, autouzupełnianiem kodu źródłowego, tworzeniem snippetów. Edytor kodu wyposażony jest w funkcję sprawdzania i weryfikacji błędów składniowych na bieżąco w trakcie pisania kodu.
- Refaktoryzacja Pythona.
- Zestaw narzędzi wspierających tworzenie aplikacji internetowych w Django.
- Edycja i wsparcie dla HTML, CSS, JavaScript, TypeScript oraz SQL.
- Wsparcie dla innych frameworków Flask, Pyramid, web2py.
- Wsparcie dla bibliotek SQLAlchemy, wxPython, PyQt, PyGTK.
- Programowanie na platformie Google App Engine.
- Zintegrowane testy jednostkowe z testami pokrycia.
- Graficzny debugger dla Pythona i Django.
- Integracja z systemami kontroli wersji Mercurial, Subversion, Git, CVS, Perforce.
- Wbudowany terminal.
- Możliwość instalacji dodatkowych pluginów.

## Wersje
JetBrains zapewnia w pełni funkcjonalną 30-dniową wersję komercyjnego wydania aplikacji do przetestowania. Oferuje także wersję społecznościową Community Edition za darmo, jednak pozbawioną niektórych funkcji takich jak np. wsparcia dla programowania aplikacji internetowych (Django, Flask, Pyramid), wsparcia dla bibliotek programistycznych (np. SQLAlchemy), zdalnej edycji kodu źródłowego poprzez FTP/SFTP/FTPS.